# Philippe Crouzet
Pour les articles homonymes, voir Crouzet.
Philippe Crouzet, né le 18 octobre 1956 à Neuilly sur Seine, était le président du directoire de Vallourec entre 2009 et 2020.

## Biographie

### Formation et débuts professionnels
Philippe Crouzet étudie au lycée Pasteur de Neuilly-sur-Seine. Diplômé de Sciences-Po Paris (1976, Service Public), il entre à l'École nationale d'administration, dont il sort major de promotion en 1981. Il commence sa carrière au Conseil d'État.

### Carrière
En 1986, Philippe Crouzet intègre Saint-Gobain en tant que directeur de plan. De 1989 à 1992, il est directeur général des papeteries de Condat. De 1992 à 1996, il est délégué général en Espagne et au Portugal. À partir de 1996, il occupe le poste de directeur de la branche céramiques industrielles. En 2000, il devient directeur général adjoint chargé des finances, des achats et de l'informatique puis adjoint chargé du pôle « Distribution bâtiment »,. 
En avril 2008, Philippe Crouzet rejoint le conseil de surveillance de Vallourec avant d'être nommé à la présidence du directoire de l'entreprise un an plus tard,. Il est reconduit, à ce poste, pour une durée de quatre ans en mars 2012.
En 2009, il est nommé au conseil d'administration d'EDF en qualité d'administrateur pour une durée de cinq ans. Il préside également le Comité de suivi des engagements nucléaires d'EDF.
En 2013, Delphine Batho l'accuse d'avoir annoncé son limogeage avant toute annonce officielle, s'interrogeant sur l'origine de ses informations.
Son salaire en 2010 est estimé à 2,73 millions d'euros. Son montant a été vivement critiqué par les actionnaires, jugeant sa stratégie ambitieuse irréaliste.
Son rôle dans l'affaire Ascoval a été pointé dans le documentaire Ascoval, la bataille de l'acier du réalisateur Éric Guéret. Le groupe Vallourec est accusé d'avoir torpillé le projet de reprise. Le retrait de l'actionnaire est d'autant plus mal vécu que Philippe Crouzet a touché 2,1 millions d'euros en 2007, alors que c'est sa mauvaise gestion du groupe qui est en cause.
Il quitte le Directoire de Vallourec en 2020.

### Vie familiale
En 1983, il épouse Sylvie Hubac qui est notamment, de 2012 à 2015, directrice du cabinet du président de la République, François Hollande.